# Comanja de Corona
Comanja libre es un pequeño poblado perteneciente al municipio de Lagos de Moreno, en la región de los Altos de Jalisco, ubicado en la parte noreste del estado de Jalisco (México). Colinda al sureste con la ciudad de León de los Aldama (del estado de Guanajuato) y hacia el noroeste con su cabecera municipal, Lagos de Moreno. Su clima es templado-frío debido a la zona montañosa en que se encuentra y a la altura, que va desde los 2200 hasta los 2800 m s. n. m.. Se encuentra cerca de la Sierra de Comanja, que se extiende imponente, rodeando casi por completo el poblado, favoreciendo los vientos que hacen la sensación térmica un poco más baja.

## Reseña histórica

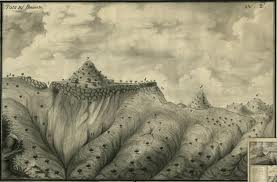
Fuerte del Sombrero

La región estaba habitada por chichimecas, que tenían una aldea en las faldas de la Sierra de Comanja, muy cerca de donde se encuentra la mina más emblemática del poblado, llamada Mina del Horcón. En 1531,  Pedro Almidez de Chirinos descubre la zona en medio de una expedición que Nuño de Guzmán había ordenado misma que tenía como objetivo Zacatecas pero el espesor de la  Sierra de Comanja los llevó a la zona donde ahora se encuentra Comanja de Corona. Inmediatamente los frailes franciscanos establecieron una pequeña capilla, un boticario y varios ranchos de paja. Ante los ataques de los chichimecas, los colonos españoles se refugiaban en la Estancia de Señora (hoy León de los Aldama). En los años posteriores y hasta el final del siglo XVII, los españoles extrajeron toneladas de oro y otras materias primas de la Mina del Horcón y de la Mina de los Remedios, las cuales fueron una fuente de riquezas para la Corona española. El rey envió a este pueblo una imagen de Jesucristo que actualmente se encuentra en la parroquia de Nuestra Señora de la Asunción.

### El Fuerte del Sombrero .
Algunas veces también llamado el Fuerte de Comanja el independentista alteño Pedro Moreno, junto con el general sublevado Xavier Mina, crearon el Fuerte del Sombrero, a unos 12 km de Comanja. El español Pascual Liñán (mariscal ejército español) que contaba con una fuerza de 2500 hombres y 14 cañones les hizo un sitio, y el 4 de agosto de 1817 los mexicanos lo vencieron en la batalla del Fuerte del Sombrero.
Un obelisco quedó como testigo de aquella batalla.

## Economía
En la época colonial la principal actividad económica fue la minería gracias a la riqueza metalúrgica de la región. Pero esta actividad entró en decadencia durante la independencia y la revolución. En el siglo pasado floreció la extracción de la cal de piedra, la leña y carbón.  Hoy en día la principal actividad económica es la agricultura de temporal , ganadería extensiva y la explotación de yacimientos de arena.  
En últimas fechas el sector turismo ha tenido auge gracias a las grandes riquezas históricas y los muchos sitios naturales.

## Geografía
Es muy diversa su composición geológica y data te distintas eras. Existen grandes yacimientos de cal, cantera, arcilla, arena producto de aluviones, tierra roja producto de la actividad volcánica antigua y grandes yacimientos de metales preciosos como oro y plata. También otros metales como hierro, cobre, estaño conocido como (metal) , plomo y cuarzo.
Incluye valles, y terrenos agrestes y amplias zonas montañosas, coomanja de corona es una de las regiones más importantes de jalisco en cuestión minera ya que el estado se divide en solo 5 y la región de los altos es considerada como región de comanja misma en la cual se encuentran 3 distritos mineros como lo son : La paz, San Guillermo y San Ignacio. En las que se encuentra una variedad más amplia de minerales de todo el estado como lo son el oro, la plata, el plomo, zinc, cobre y estaño, todo esto información obtenida del servicio geológico mexicano en 2013.

### Topografía
Su extensión territorial comprende una variedad de suelos que van desde cambisoles o chernozem, suelo ranker, suelos calizos, humíferos, y vertisoles.

### Clima
Su clima es templado con tendencia a vientos del norte, semiseco. Las lluvias de verano traen vegetación exuberante y en la estación seca de invierno trae consigo fuertes heladas en la región central y nevadas esporádicamente en la sierra.

## Flora
En las partes altas de la serranía abunda en encino blanco, encino rojo y roble. Diversas clases se cactáceas como nopales cardones, memelos, jaraleños, xoconoxtle, chaveños, viznagas y órganos. También abundan las acacias tales como wizaches, mezquites y garabatillos . pirules y sauces en las riberas de los ríos. Grangenos, cazahuates y varaduces . los imponentes olmos plantados por los primeros conquistadores y los naturalizados eucaliptos. Árboles de frutos endémicos como las pingücas , capulines y sarciwiles.

## Fauna
Incluye animales como el puma, venado cola blanca, coyote, lobo, conejo, zorro, águila real, cuervos, halcones, armadillos, Tlacuaches, zorrillos, faisanes, tortugas, búhos, lechuzas, tecolotes, mojarras, carpas y más.

## Cultura

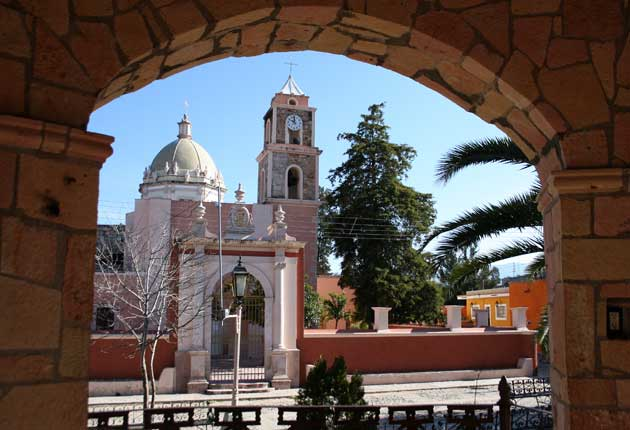
Parroquia de Nuestra Señora de la Asunción

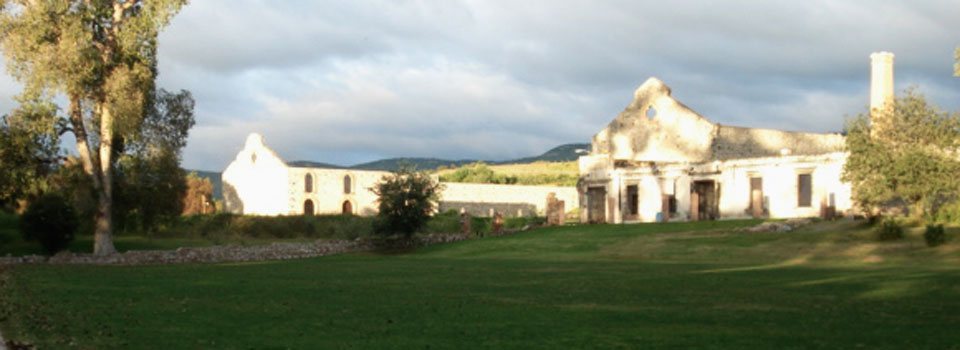
Exhacienda La Ferrería

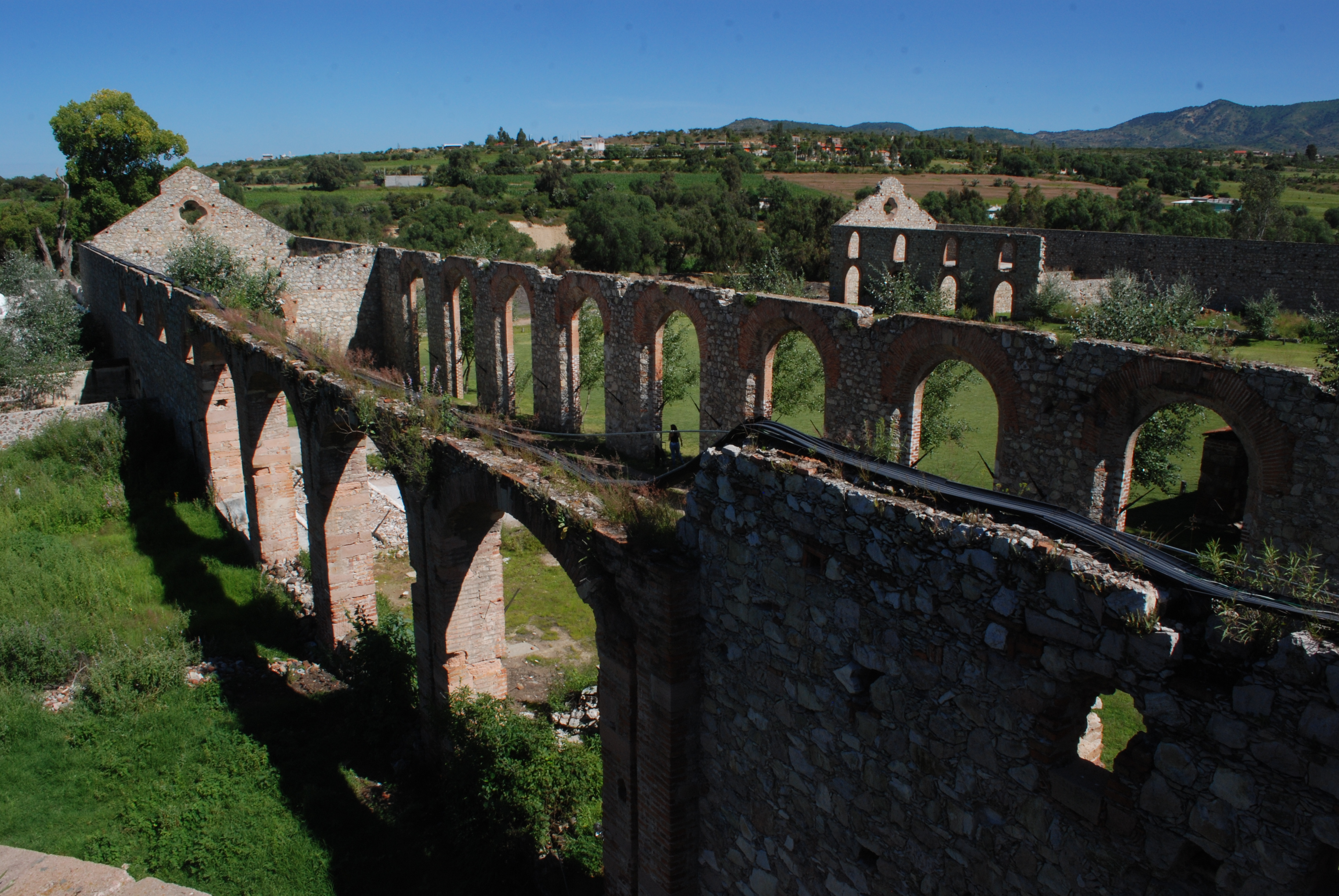
Casco de Exhacienda La Ferreria.JPG

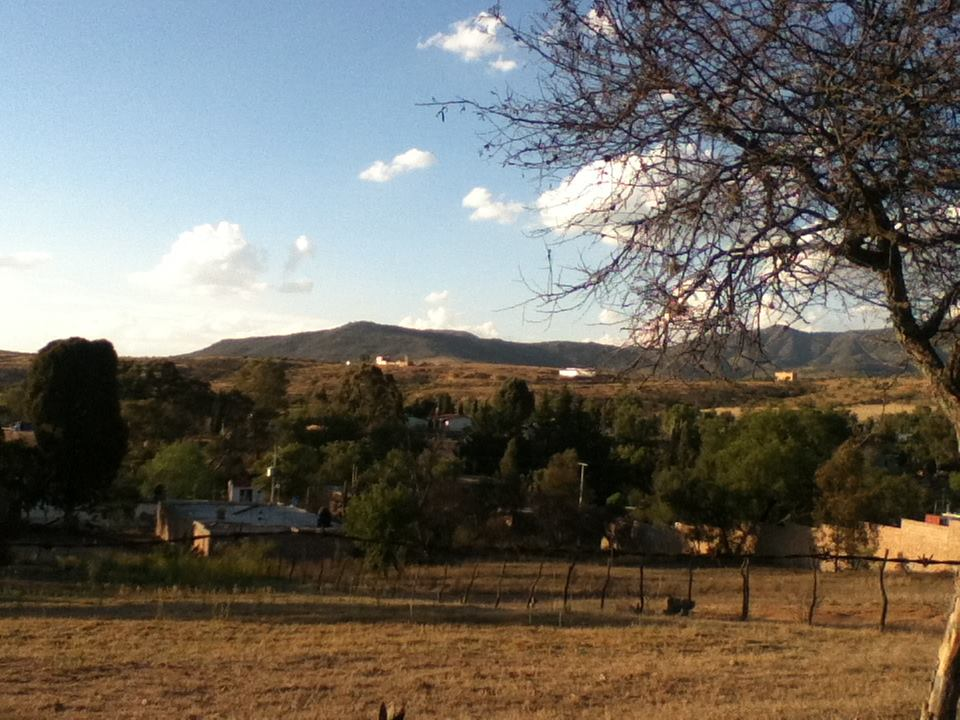
Paisaje de Comanja de Corona

El poblado es rico en historia fundado hace casi 500 años, y que fue testigo y escenario de la lucha independentista por el insurgente de nombre Pedro Moreno, en la  Batalla del Fuerte del Sombrero  que tuvo lugar en la Sierra de Comanja, misma en la que participaría Francisco Xavier Mina, militar y guerrillero español que se uniría al ejército insurgente. En el poblado se encuentra un monumento con una placa en honor a  Pedro Moreno  gran héroe cuyos restos se encuentran en el Monumento a la Independencia en la capital del país .

### La Ferrería (Fundidora)
Es una factoría de la cual se desconoce la fecha exacta de fundación pero se estima que debió de ser a inicios del siglo XIX, la cual consta de varias construcciones bien conservadas hechas en cal de piedra extraída de las betas cercanas, la cual fue quemada en hornos de la comunidad con piedra caliza conocida localmente como cantera. Esta imponente construcción perteneció al Mayorazgo de los Rincón Gallardo en la colonia española. Las construcciones sobrepasan los 5 metros y el diseño es a dos aguas con puertas y ventanas grandes, también cuenta con un Chacuaco con por lo menos 30 metros de altura y 2 metros de ancho, al que se puede acceder hasta la cima por medio de una pequeña escalera interna. La finca cuenta con poco más de una hectárea. Originalmente, hace algunos años, se podía ver aún la maquinaria del sitio que fue tan importante para la región, pero al paso de los años ha sido saqueada por las personas que la han habitado. 
Cabe destacar que esta construcción histórica está considerada como patrimonio histórico por parte del gobierno de Jalisco y está bajo monitoreo constante de Altos hornos de México ya que es parte de la historia metalúrgica del país para evitar el deterioro o destrucción del recinto.

### Sitios de interés
Se pueden encontrar un buen número de sitios, como el Fuerte del Sombrero, escenario de la batalla del Fuerte del Sombrero (4 de agosto de 1817), emblema de la independencia en Lagos de Moreno.
Además en el norte del poblado existe un complejo de minas, una amplia región con nogales, pinos de piñón, encinos, huisaches, pirules, olmos, nopales y una gran diversidad tanto de fauna como de flora. 
La fundidora de oro, la cual se localiza dentro del pueblo. Consta de un arco y varios hornos que según fuentes orales, aquí se fundió la campana del templo de la virgen de la asunción de Comanja de corona, la de la catedral metropolitana de Leon de los aldama. 
La peña de la bufa la cual es un monolito desde cual toma su nombre la comunidad de Bernalejo. Este monolito es uno de los más grandes de México y las leyendas que la rodean lo envuelven en un gran misterio, ya que en tiempos antiguos fue guarida de brujas.
Las minas de la Asunción las cuales se localizan rumbo a la comunidad de La Perlita. Consta de varios tiros y fincas de donde se extraía oro y plata.
Las minas de cerro del roble o cerro del gato las cuales se localizan rumbo a santa Elena. De ellas se extraía hierro.
El pueblo fantasma de san Pedro o la segunda Comanja, la cual consta solo de cimentaciones y una red de túneles. Solo se mantienen los paredones del antiguo monasterio de san Pedro.
La Comanja vieja, la cual es un complejo de fincas de piedra y lo que fuera un antiguo templo localizadas cerca a la sierra alta.
Los pueblos fantasma de santo Domingo y el rincón de Guadalupe. Ambos están deshabilitados y solo quedan ruinas.
La Ferreria. fue una factoría que en su tiempo fue la fundidora más importante de la región central de la nueva España. Actualmente es un hotel- salón de eventos.
Caminar por los callejones, ya que cada uno tiene su historia y su leyenda. 
El cerro del calvario, el cual fue donado por el gobierno de Lagos de Moreno a un sacerdote hace más de 100 años para la representación de tradicional Vía Crucis en Semana Santa. Esta tradicional representación es una de las más importantes y realistas de todo México y cada año atrae a miles de turistas locales y extranjeros. 
Cabe destacar los recientes hallazgos arqueológicos en el cerro de san Juan y el fuerte del sombrero. También la localización de fósiles no clasificados en distintos puntos de pueblo , tales como fragmentos de huesos de animales prehistóricos .